# Stico
Stico è un film del 1985 diretto da Jaime de Armiñán.